# Апарат Гофмана

Схема апарата Гофмана

Апарат Гофмана — використовується для електролізу води, винайшов Август Вільгельм фон Гофман.
Апарат Гофмана призначений для розкладання води під дією постійного електричного струму. Внаслідок цього в одній із трубок збирається кисень, в іншій збирається водень, який вдвічі більше за об'ємом.

## Інші використання
Кількість електроенергії, яка пройшла через систему, можна визначити за об'ємом газу. Томас Едісон використовував вольтаметри як лічильники електроенергії.
Апарат Гофмана(Вольтаметр Гофмана) часто використовується як демонстрація стехіометричних принципів, оскільки співвідношення об'ємів водню та кисню, які виробляє апарат, ілюструє хімічну формулу води, H2O. Однак це вірно лише в тому випадку, якщо вважати, що кисень і водень двоатомні. Якби водень був одноатомним, а кисень двоатомним, співвідношення об'ємів газу було б 4:1. Об'ємний склад води — це відношення об'єму водню до наявного кисню. Експериментально це значення становить 2:1; це значення визначається за допомогою водяного вольтаметра Гофмана.